# Consiglio dei ministri franco-tedesco
Il Consiglio dei ministri franco-tedesco (in francese Conseil des ministres franco-allemand, CMFA; in tedesco Deutsch-Französischer Ministerrat, DFMR) è un organismo che riunisce, una o due volte l'anno, i membri del governo francese e del governo tedesco, nell'ambito della cooperazione franco-tedesca. È stato creato in occasione della commemorazione del quarantesimo anniversario della firma del Trattato dell'Eliseo, il 22 gennaio 2003, dopo una dichiarazione congiunta del presidente francese Jacques Chirac e del cancelliere tedesco Gerhard Schröder. Sostituisce i vertici franco-tedeschi istituiti dal Trattato dell'Eliseo

## Riunioni
Le riunioni non hanno luogo in concomitanza con le elezioni federali tedesche. Pertanto, il Consiglio non si è riunito nell'autunno del 2005, nell'autunno del 2009 e nell'autunno del 2013. Inoltre, il Consiglio non si è riunito nel 2020 a causa della pandemia di Covid-19.
| N° | Data              | Città                 | Paese            | Note |
| -- | ----------------- | --------------------- | ---------------- | --- |
| 1  | 22 gennaio 2003   | Parigi                | Francia          | |
| 2  | 18 settembre 2003 | Berlino               | Germania         | |
| 3  | 13 maggio 2004    | Parigi                | Francia          | |
| 4  | 26 ottobre 2004   | Berlino               | Germania         | |
| 5  | 26 aprile 2005    | Parigi                | Francia          | |
| 6  | 14 marzo 2006     | Berlino               | Germania         | |
| 7  | 12 ottobre 2006   | Parigi                | Francia          | |
| 8  | 12 novembre 2007  | Berlino               | Germania         | |
| 9  | 9 giugno 2008     | Straubing             | Germania         | |
| 10 | 24 novembre 2008  | Parigi                | Francia          | |
| 11 | 12 marzo 2009     | Berlino               | Germania         | |
| 12 | 4 febbraio 2010   | Parigi                | Francia          | |
| 13 | 10 dicembre 2010  | Friburgo in Brisgovia | Germania         | |
| 14 | 6 febbraio 2012   | Parigi                | Francia          | |
| 15 | 22 gennaio 2013   | Berlino               | Germania         | In occasione di questa riunione, celebrativa del 50° anniversario del Trattato dell'Eliseo, i ministri si sono incontrati presso la Cancelleria federale. Inoltre il Bundestag e l'Assemblea nazionale si sono riuniti in sessione plenaria congiunta al Reichstag.                                                           |
| 16 | 19 febbraio 2014  | Parigi                | Francia          | |
| 17 | 31 marzo 2015     | Berlino               | Germania         | |
| 18 | 7 aprile 2016     | Metz                  | Francia          | Si è concentrata in particolare sulla crisi europea dei migranti. |
| 19 | 13 luglio 2017    | Parigi                | Francia          | Poco dopo l'elezione alla presidenza francese di Emmanuel Macron. |
| 20 | 19 giugno 2018    | Castello di Meseberg  | Germania         | Seguita da dichiarazioni d'intenti sulla politica europea: bilancio dell'eurozona, rafforzamento di Frontex nel contesto della crisi europea dei migranti, iniziativa di intervento europeo in materia di difesa e armonizzazione delle imposte sulle società.                                                                |
| 21 | 16 ottobre 2019   | Tolosa                | Francia          | [ 7 ] |
| 22 | 31 maggio 2021    | Parigi Berlino        | Francia Germania | In videoconferenza. |
| 23 | 22 gennaio 2023   | Parigi                | Francia          | Inizialmente prevista per il 26 ottobre, è stata posticipata a causa delle tensioni tra Francia e Germania, che aveva appena votato un piano da 200 miliardi di euro per aiutare le famiglie a contrastare l'inflazione, misura ritenuta dalla Francia incoerente con il rigore di bilancio difeso dalla Germania all'estero. |